# Comissió del Fons per a la Protecció de l’Ambient Atmosfèric
La Comissió del Fons per a la Protecció de l'Ambient Atmosfèric és la comissió de la Generalitat de Catalunya que gestiona el conjunt d'ingressos que provenen dels Pressupostos de la Generalitat de Catalunya i "dels ingressos de les sancions imposades per la Generalitat en aplicació de la Llei" utilitzats per a "incentivar accions per reduir les emissions de contaminants".
La comissió, segons marca el decret que la crea, s'ha de reunir mínim cada any dos vegades.

## Context legislatiu
El govern de la Generalitat Catalana va aprovar la Llei 22/1983 de protecció de l'ambient atmosfèric.
Dècades més endavant, el 20 de novembre de 2018 s'aprovà el decret que creava la comissió per administrar el fons, per a acomplir la llei del 1983. Aquest fons està destinat per les inversions públiques relatives al medi ambient atmosfèric, la "subvenció d'instal·lacions públiques i privades que permetin disminuir els nivells d'emissió de contaminants a l'atmosfera i, en general, les polítiques de foment de la preservació i millora de la qualitat de l'aire i de reducció de la contaminació acústica i lluminosa".

## Membres de la Comissió
Els membres de la comissió no reben cap diner per l'assistència.
Qui integra la comissió són: representants dels departaments que tracten temes com la qualitat mediambiental, l'economia i la indústria, representants de la Federació de Municipis de Catalunya i de l'Associació Catalana de Municipis.